# Toshikatsu Matsuoka
Toshikatsu Matsuoka (jap. 松岡利勝 Mutsuoka Toshikatsu; ur. 25 lutego 1945 w Aso, prefektura Kumamoto, zm. 28 maja 2007 w Shinjuku, Tokio) – japoński polityk, minister rolnictwa w rządzie premiera Shinzō Abe.
29 maja 2007 roku popełnił samobójstwo wieszając się w hotelu poselskim w Tokio. Powodem popełnienia samobójstwa były afery korupcyjne.